# Shana Alexander
Shana Alexander, nome di battesimo Shana Ager, (New York, 6 ottobre 1925 – Hermosa Beach, 23 giugno 2005) è stata una giornalista statunitense.
È stata la prima scrittrice ed editorialista della rivista Life, ma è conosciuta soprattutto per la sua partecipazione ai dibattiti Point-Counterpoint della trasmissione 60 minuti, alla fine degli anni '70, con il conservatore James J. Kilpatrick.

## Primi anni e carriera giornalistica
Alexander è nata il 6 ottobre 1925 a New York City da una famiglia di origine ebrea, figlia dell'editorialista Cecelia Ager (nata Rubenstein) e del compositore della Tin Pan Alley Milton Ager, famoso per aver composto la canzone Happy Days Are Here Again. Alexander si è laureata in antropologia al Vassar College nel 1945. Si è avvicinata alla scrittura quando ha accettato un lavoro estivo come impiegata del quotidiano newyorkese PM, dove lavorava sua madre. Ha lavorato come scrittrice freelance per le riviste Junior Bazaar e Mademoiselle prima di diventare ricercatrice presso Life per $ 65 a settimana nel 1951. Durante gli anni '60 scrisse la rubrica "L'occhio femminile" per Life.
Nel 1962 scrisse un articolo per Life Magazine intitolato "Decidono chi vive, chi muore: il miracolo medico pone il peso morale su un piccolo comitato" che ha scatenato un dibattito nazionale sull'assegnazione delle scarse risorse per le macchine per dialisi. Un suo articolo per Life, dedicato agli sforzi dell'operatore di un centro telefonico per evitare che una persona si togliesse la vita, è stato trasformato nel film del 1965 The Slender Thread.

## 60 minutie la carriera successiva
Nel 1969 diventò la prima redattrice di McCall's , ma lasciò l'incarico nel 1971, lamentando il fatto che si trattava di un lavoro simbolico in un ambiente sessista. Nel 1975, mentre stava scrivendo una rubrica per Newsweek, sostituì Nicholas von Hoffman in 60 minuti, dove ha dibattuto con Kilpatrick per i successivi quattro anni. Ha minimizzato questa parte della sua carriera, commentando - nel 1979 - che prima di allora "era stata una scrittrice, una editorialista per la rivista Life e per Newsweek - che era il massimo che si potesse ottenere nello scrivere rubriche. Ci tengo alla mia scrittura. Non sono una giornalista TV ciarlatana."
Tuttavia, i dibattiti  avuti con Kilpatrick sono stati molto importanti nella cultura americana e sono stati notissimo oggetto di satira nella rubrica "Weekend Update" del Saturday Night Live - con Jane Curtin nella parte di Alexander e Dan Aykroyd in quella di Kilpatrick - sostenendo le diverse argomentazioni nelle notizie. Aykroyd apriva il suo segmento con l'ormai famosa battuta: "Jane, troia ignorante."
Alexander ha anche scritto dei libri di saggistica, tra cui Anyone's Daughter, una biografia dell'ereditiera sequestrata Patricia Hearst . Il suo libro Nutcracker (del 1985) - su Frances Schreuder, una "signora del bel mondo" condannata per aver convinto il figlio a uccidere il padre milionario - fu trasformato in una miniserie televisiva del 1987: Quarto comandamento (Nutcracker: Money, Madness & Murder), regia di Paul Bogart. Schreuder è stata interpretata dall'attrice Lee Remick.

## Vita privata
Alexander si è sposata e ha divorziato due volte. Il suo primo matrimonio, a 19 anni, finì rapidamente. Il suo secondo, con Stephen Alexander, durò 12 anni, sebbene Shana lo descrivesse come "infelice" 
Nel febbraio 1987 la sua unica figlia, la venticinquenne Katherine Alexander, si suicidò gettandosi dal trentunesimo piano del grattacielo di Park Avenue dove viveva con sua madre. Da bambina, dopo che i suoi genitori avevano divorziato, Katherine aveva scelto di vivere con Stephen Alexander e la sua nuova moglie.

## Morte
Shana Alexander è morta di cancro all'età di 79 anni, il 23 giugno 2005, in una struttura abitativa assistita di Hermosa Beach, in California. 
Per molti anni, ha vissuto a Manhattan e a Wainscott, New York . Alexander ha lasciato una sorella, Laurel Bentley, e una nipote.

## Libri
- Talking Woman (1976)
- Anyone's Daughter (1979)
- Happy Days: My Mother, My Father, My Sister &amp; Me (1995), autobiografia
- Very Much a Lady: The Untold Story of Jean Harris and Dr. Herman Tarnower, Edgar Award, Best Fact Crime book, (1983)
- When She Was Bad (1991)
- Schiaccianoci (Nutcracker) (1985)
- The Astonishing Elephant (2000)
- The Pizza Connection: Lawyers, Money, Drugs, Mafia (1988)